# Jan-Oliver Zwerg

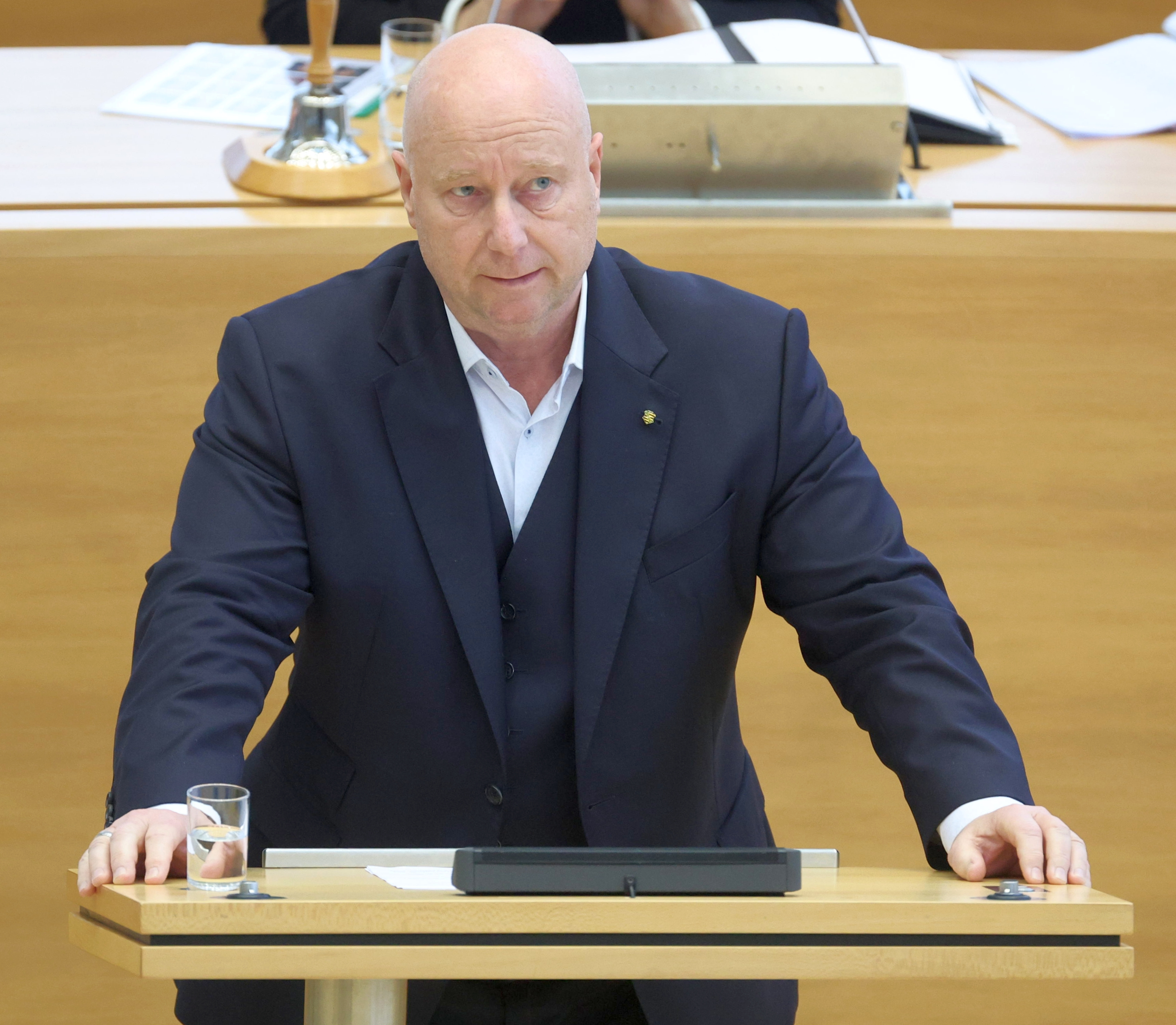
Jan-Oliver Zwerg (2024)

Jan-Oliver Zwerg (* 1965 in Cottbus) ist ein deutscher Politiker der (AfD). Er ist seit 2019 Mitglied des Sächsischen Landtags. Innerparteilich unterstützt Zwerg den Flügel.

## Leben
Zwerg absolvierte von 1984 bis 1986 eine Berufsausbildung zum Mechaniker und war nach seinem Wehrdienst 1989/1990 bei der Verwaltung im Stadtbezirk Dresden-Mitte angestellt. Seit April 1990 ist Zwerg als Unternehmer tätig. Er wohnt in Freital, ist verheiratet und hat zwei Kinder.
Im Jahr 2013 trat Zwerg in die AfD ein. Er war von 2013 bis 2016 stellvertretender Vorsitzender des AfD-Kreisverbandes Sächsische Schweiz-Osterzgebirge und wurde anschließend Vorsitzender der AfD im Landkreis. Dieses Amt bekleidete er bis zu seiner Wahl zum Generalsekretär der AfD Sachsen im Jahr 2018. Im Zuge der Flüchtlingskrise in Europa ab 2015 befürwortete Zwerg im Juli 2018 den Gebrauch von Schusswaffen zur Grenzsicherung.
Bei der Landtagswahl in Sachsen 2019 gewann Zwerg im Wahlkreis Sächsische Schweiz-Osterzgebirge 3 mit 35,0 Prozent das Direktmandat für die AfD Sachsen. Er zog als Abgeordneter in den Sächsischen Landtag ein und wurde zum Parlamentarischen Geschäftsführer der AfD-Fraktion gewählt. Bei der Landtagswahl 2024 wurde er erneut über das Direktmandat in den Landtag gewählt.